# 戈爾巴奇 (科澤列齊區)
51°0′33″N 31°6′6″E / 51.00917°N 31.10167°E
戈爾巴奇（烏克蘭語：Горбачі），是烏克蘭北部的村莊，隸屬切爾尼希夫州的切爾尼希夫區。該村始建於1720年，面積0.38平方公里，海拔高度119米，2001年人口134，人口密度每平方公里356.4人。